# Pierre van Moerbeke
Pierre van Moerbeke, né à Louvain (Belgique) le 1er octobre 1944, est un mathématicien belge, lauréat du Prix Francqui en sciences exactes en 1988.